# Ponta do Chão de Mangrade
Ponta do Chão de Mangrade är en udde i Kap Verde.   Den ligger i kommunen Porto Novo, i den nordvästra delen av landet, 300 km nordväst om huvudstaden Praia.
Terrängen inåt land är varierad. Havet är nära Ponta do Chão de Mangrade åt nordväst. Runt Ponta do Chão de Mangrade är det ganska tätbefolkat, med 62 invånare per kvadratkilometer.. 